# Henri Krasucki
Henri Krasucki (* 2. September 1924 in Wolomin, Polen; † 24. Januar 2003 in Paris) war ein französischer Widerstandskämpfer und führender Gewerkschaftsfunktionär.

## Leben
Henri Krasucki wurde als Sohn eines Textilarbeiters geboren. Bereits zwei Jahre später, 1926, sahen sich seine Eltern als aktive Kommunisten und Juden gezwungen, dem autoritären Regime des Marschall Piłsudski nach Frankreich zu entfliehen. 
Seit seiner Kindheit lebte der junge Henri in einem jiddischsprachigen kommunistischen Umfeld. Isaac war in Paris einer der Anführer der Gewerkschaft der immigrierten jüdischen Textilarbeiter. 
Henri besuchte das bekannte Lycée Voltaire, wo er durch beste schulische Leistungen auffiel. 1939 musste er aus finanziellen Gründen den Besuch der Schule abbrechen. 
Henri Krasucki war schon sehr jung politisch aktiv. Er war zuerst Mitglied in der kommunistischen Jugend. Einer seiner Genossen war Pierre Georges, der ab 1941 als Colonel Fabien im bewaffneten Kampf berühmt werden sollte.
Nach dem Einmarsch der Nazis wurde der 16-jährige Henri Krasucki mit der Leitung der für illegal erklärten jüdischen Kommunistischen Jugendgruppen betraut, zuerst in seinem Stadtviertel und dann im gesamten 20. Arrondissement. Im Sommer 1942 übernahm Henri Krasucki die Pariser Leitung der Jugendorganisationen der jüdischen Sektion und leistete mit seiner Gruppe bewaffneten Widerstand gegen die deutsche Besatzung. Sein Bruder kam bei einem Angriff auf deutsche Soldaten ums Leben.
Am 20. Januar 1943 wurde Krasuckis Vater von der französischen Polizei verhaftet und in Drancy interniert. Am 9. Februar 1943 wurde er nach Birkenau deportiert und bei seiner Ankunft zusammen mit 816 anderen aus dem Transport von tausend Männern, Frauen und Kindern vergast.
Am 23. März 1943 fiel Henri Krasucki der Gestapo in die Hände und er wurde nach ergebnislosen brutalen Verhören wie seine Familie nach Auschwitz und Buchenwald verschleppt.
Nach seiner Befreiung aus dem KZ Buchenwald kehrte Henri Krasucki nach Paris zurück und war als Metallarbeiter tätig, unter anderem bei der Automobilfirma Renault. Gleichzeitig organisierte er die kommunistische Parteijugend in dem Pariser Arbeiterbezirk, in dem er aufgewachsen war. Ab 1949 war er hauptamtlicher Funktionär der Gewerkschaft CGT (Confédération générale du travail). 1956 wurde Krasucki Mitglied des Zentralkomitees der KPF (Parti communiste français) und seit 1961 gehörte er dem Vorstand der CGT an. 1964 kam er ins Politbüro der Kommunistischen Partei. Hier hat er 1981 gegen den Eintritt der KP in die Regierung François Mitterrands gestimmt.
Innerhalb der CGT übernahm Krasucki immer mehr Verantwortung, und er war schließlich von 1982 bis 1992 Generalsekretär der CGT. Krasucki blieb bis 1996 Mitglied des Politbüros der KPF. Er starb im Jahre 2003 und wurde auf dem Friedhof Père-Lachaise begraben, in der Nähe der Mur des Fédéres, der Mauer, an der die Kommunarden der Pariser Commune von 1871 erschossen wurden.

## Ehrungen
Am 23. Juni 2005 wurde, in der Nähe seiner Wohnung, im 20. Arrondissement von Paris ein Platz nach Henri Krasucki benannt. Eine Gedenktafel für ihn und Paulette Shlivka befindet sich an der Rue Stanislas-Meunier 8, ebenfalls im 20. Arrondissement. 